# Любтен
Любтен (нем. Lübtheen) — город в Германии, в земле Мекленбург-Передняя Померания.
Входит в состав района Людвигслуст-Пархим.  Население составляет 4542 человека (на 31 декабря 2010 года). Занимает площадь 119,69 км². Официальный код  —  13 0 54 067.
Город подразделяется на 18 городских районов.
8 июля 1826 года здесь родился музыкальный деятель, критик и издатель Карл Франц Фридрих Кризандер, которого называют пионером музыковедения XIX века. В память о нём в Любтене был установлен бюст Кризандера.